# Hrabstwo Tolland

Piramida wieku hrabstwa

Hrabstwo Tolland (ang. Tolland County) to hrabstwo w stanie Connecticut w Stanach Zjednoczonych. Hrabstwo zajmuje powierzchnię 1 080,05 km². Według szacunków US Census Bureau w roku 2006 miało 148 140 mieszkańców.

## Miejscowości
| - Andover - Bolton - Columbia - Coventry | - Ellington - Hebron - Mansfield | - Somers - Stafford - Tolland | - Union - Vernon - Willington |

## CDP
- Coventry Lake
- Crystal Lake
- Mansfield Center
- Rockville
- South Coventry
- Stafford Springs
- Storrs